# Gus Yatron

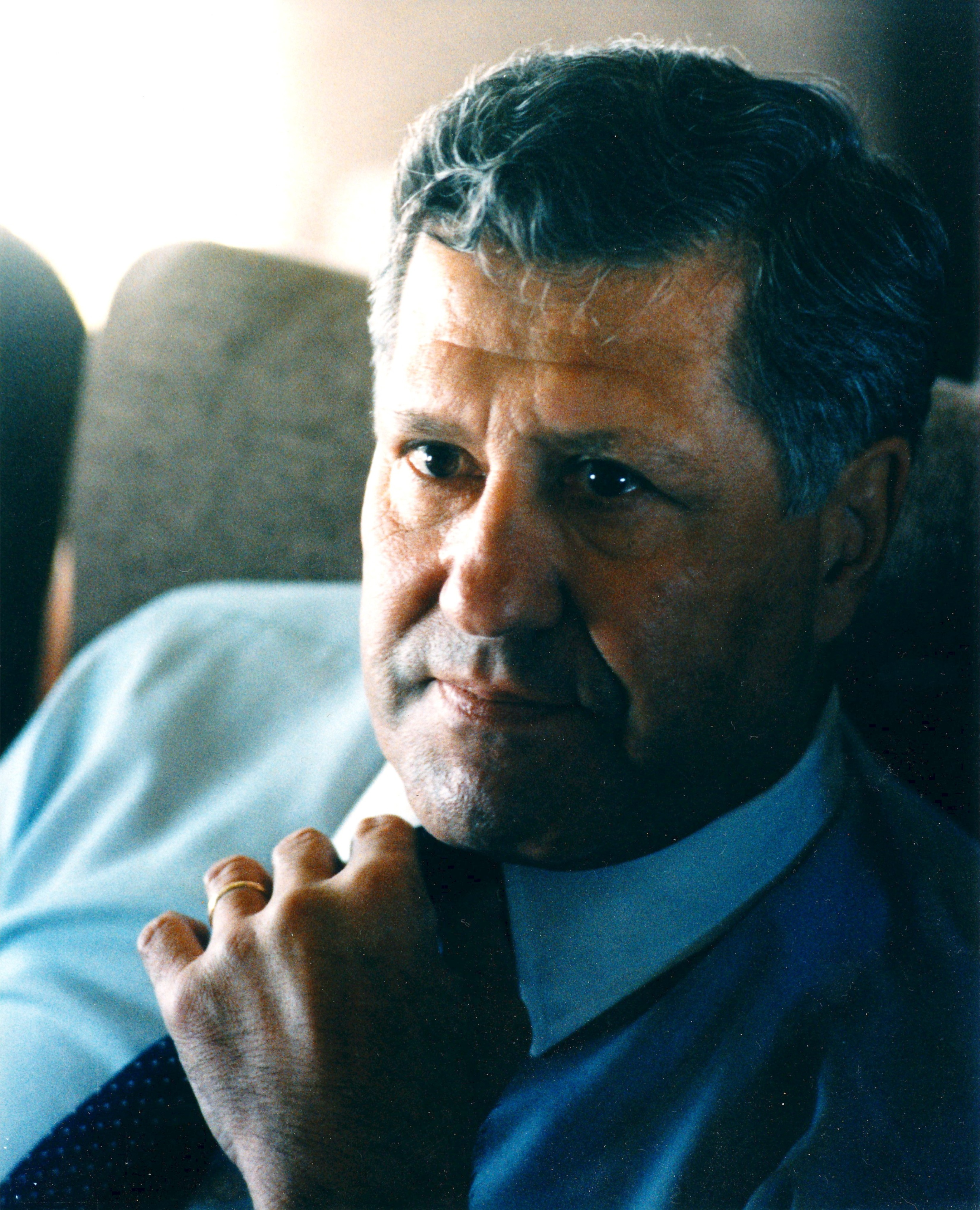
Gus Yatron

Constantine „Gus“ Yatron (* 16. Oktober 1927 in Reading, Pennsylvania; † 13. März 2003 in Fairfax Station, Virginia) war ein US-amerikanischer Politiker. Zwischen 1969 und 1993 vertrat er den Bundesstaat Pennsylvania im US-Repräsentantenhaus.

## Werdegang
Gus Yatron besuchte bis 1946 die Reading High School. Danach absolvierte er bis 1950 das Kutztown State Teachers College. Damals spielte er College Football und war zeitweise auch Boxer. Zwischen 1955 und 1961 gehörte er dem Schulausschuss der Stadt Reading an. Geschäftlich betrieb er zusammen mit seinem Vater ein Eiscafé, das er 1968 an einen Konkurrenten verkaufte. Politisch wurde er Mitglied der Demokratischen Partei. Von 1956 bis 1960 saß er als Abgeordneter im Repräsentantenhaus von Pennsylvania; zwischen 1960 und 1968 gehörte er dem Staatssenat an.
Bei den Kongresswahlen des Jahres 1968 wurde Yatron im sechsten Wahlbezirk von Pennsylvania in das US-Repräsentantenhaus in Washington, D.C. gewählt, wo er am 3. Januar 1969 die Nachfolge von George M. Rhodes antrat. Nach elf Wiederwahlen konnte er bis zum 3. Januar 1993 zwölf Legislaturperioden im Kongress absolvieren. In diese Zeit fielen unter anderem das Ende des Vietnamkrieges und der Bürgerrechtsbewegung sowie im Jahr 1974 die Watergate-Affäre. Yatron war zeitweise Mitglied im Auswärtigen Ausschuss und leitete zwei von dessen Unterausschüssen. Er setzte sich unter anderem für die Menschenrechte als Eckpunkt der amerikanischen Außenpolitik ein.
1992 verzichtete Gus Yatron auf eine weitere Kongresskandidatur. In den folgenden Jahren ist er politisch nicht mehr in Erscheinung getreten. Er starb am 13. März 2003 in Fairfax Station.